# گروه آرکادیا
گروه آرکادیا (انگلیسی: Arcadia Group) شرکت خرده‌فروشی پوشاک بریتانیایی است، که در سال ۱۹۲۹ تأسیس شد.